# Вакуумний аеростат

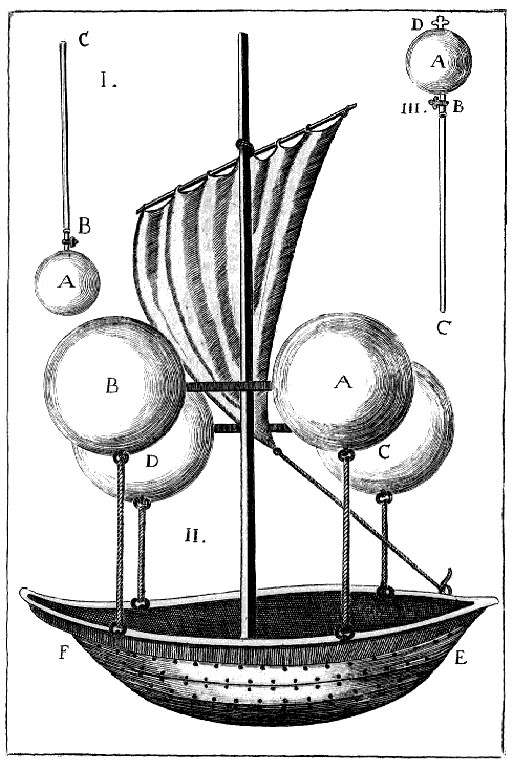
Летючий корабель, який запропонував Франческо Лана де Терці

Вакуумний аеростат — гіпотетичний літальний апарат легший за повітря, що має жорстку оболонку, відкачану до глибокого вакууму. Сплавна сила такого аеростату зумовлена силою Архімеда так само як і у повітряних кулях або дирижаблях, наповнених газами легшими за повітря. Таким чином вакуумний аеростат має максимально допустиму для аеростатів сплавну силу, що дає перевагу 15 % у порівнянні з аеростатами, наповненими гелієм. Першу схему вакуумного аеростата запропонував 1670 року італієць Франческо Лана де Терці. Проте до цього часу не вдавалося збудувати жодного  робочого вакуумного аеростата через брак жорсткої оболонки, яка була б достатньо міцною, щоб витримати атмосферний тиск, і водночас достатньо легкою, щоб аеростат міг злетіти.

## Історія

### Летючий корабель Франческо Лана де Терці
У 1670 році Франческо Лана де Терці опублікував книгу під назвою «Prodromo, ouero faggio di alcune inuentioni nuoue premeffo all'arte maestra» (Опис деяких нових винаходів, що знаменують велике мистецтво). Шоста глава цієї книги описує концепцію летючого корабля, на яку Лану де Терці надихнув експеримент Отто фон Ґеріке з Магдебурзькими півкулями. Летючий корабель мав центральну щоглу з вітрилом та чотири бокові щогли, на яких кріпилися чотири великі тонкі мідні сфери. Кожна сфера мала бути відкачаною до вакууму, внаслідок чого увесь корабель мав бути легшим за повітря. Керування таким летючим кораблем здійснювалося б так само як і звичайним кораблем. Діаметр мідних сфер на летючому кораблі був 7,5 м, а товщина міді 0,1 мм. Лана де Терці також зазначив, що маса повітря, відкачаного з однієї сфери, мала бути 290 кг, що по його розрахунках дозволило б взяти на борт корабля шість пасажирів.
У перевиданні своєї праці 1686 року Лана де Терці наводить розрахунки проведені для мідної сфери завтовшки 1,5 мм: вага мідної оболонки такої сфери зрівняється з вагою відкачаного з неї повітря, коли діаметр сфери становить 40 м. Окрім цього Лана де Терці також розрахував розміри відкачаних сфер, що могли б здіймати вагу до кількох кілограмів: скляна сфера діаметром 1,2 метра завтовшки 0,15 мм та дерев'яна сфера діаметром 3 метри й завтовшки 1 мм.
Концепція летючого корабля ґрунтувалася на деяких теоретичних розрахунках, але не була перевірена та практиці, що було типовим для 17 сторіччя. Рівень технології за часів Лани де Терці не дозволяв виготовити описані ним сфери через їхню дуже малу товщину. Навіть якби такі сфери можна було б виготовити, вони б зламалися від зовнішнього атмосферного тиску під час відкачування повітря. Найімовірніше Лана де Терці не усвідомлював цю проблему. Водночас Лана де Терці зазначає наступне: «Господь ніколи не дозволить, щоб таку машину було побудовано…, тому що всім зрозуміло, що жодне місто не буде захищеним від рейдів… залізні гирі, запалювальні ядра та бомби можна було б метати з великої висоти.» У 1710 році Готфрід Вільгельм Лейбніц показав, що порожниста сфера не витримає атмосферного тиску, коли з неї відкачано повітря.

### Відновлення інтересу наприкінці XIX сторіччя
У 1887 році Артур де Боссе (Arthur De Bausset) опублікував свою книгу зі схемою вакуумного дирижабля та організував компанію «Transcontinental Aerial Navigation Company of Chicago» задля побудови дирижабля. Протягом кількох років де Боссе марно намагався знайти фінансову підтримку. Йому також не вдалося запатентувати свою схему вакуумного дирижабля через брак експериментального підтвердження своїх ідей. Дирижабль де Боссе складався зі сталевого циліндра, на торцях якого кріпилися сталеві конуси. Загальна довжина дирижабля мала бути 200 м, діаметр циліндра — 42 м. Оболонка дирижабля мала складатися з листів сталі 0,6 мм завтовшки й за ствердженням де Боссе мала витримувати зовнішній тиск 2 атмосфери. Загальна маса оболонки та внутрішніх перегородок дорівнювала 118 т, а маса повітря відкачаного з дирижабля — 360 т.

## У художній літературі
- 1929 — у романі «Tarzan at the Earth's Core» Едгара Барроуза головний герой Тарзан подорожує у вакуумному літальному апараті побудованого з вигаданого матеріалу харбеніту.
- 1994 — у романі «Feersum Endjinn» Ієна Бенкса.
- 1995 — у романі «Діамантовий вік» Ніла Стівенсона зображено вакуумний літальний апарат сферичної форми.
- 2000 — у романі «Look to Windward» Ієна Бенкса.
- 2001 — у романі «Maelstrom» Пітера Воттса зображено різні вакуумні літальні апарати.
- 2006 — у романі «Passarola Rising» Азара Абіді розмірковує, що було якби Бартоломеу Лоуренсу де Гусман зміг би побудувати вакуумний літальний апарат.
- 2012 — у романі «The Hydrogen Sonata» Ієна Бенкса.